# Енгден
Енгден (нім. Engden) — громада в Німеччині, розташована в землі Нижня Саксонія. Входить до складу району Графство Бентгайм. Складова частина об'єднання громад Шютторф.
Площа — 44,29 км2. Населення становить 416 ос. (станом на 31 грудня 2021).